# Bilogorodka
Bilogorodka (en ukrainien : Білогородка ; en polonais : Białogródka) est un village de l'oblast de Khmelnitski, en Ukraine. Sa population s'élevait à 1 641 habitants en 2008.

## Géographie
Bilogorodka est située dans le raion d'Iziaslav, à 70 km au nord-ouest de Khmelnitski et à 280 km à l'ouest de Kiev.

## Histoire
Le village est fondé en 1400. 

## Personnalités
Sont nés à Bilogorodka :
- Stanisław Kardaszewicz (1826-1887), magistrat et historien polonais.
- Józef Paczoski (1864-1942), botaniste polonais.